# Silvia Fröhlich
Silvia Fröhlich, född den 24 februari 1959 i Leipzig i Tyskland, är en östtysk roddare.
Hon tog OS-guld i fyra med styrman i samband med de olympiska roddtävlingarna 1980 i Moskva.